# Avenue de Louvois
L'avenue de Louvois est une voie de communication de la commune de Chaville, dans les Hauts-de-Seine, en France.

## Situation et accès

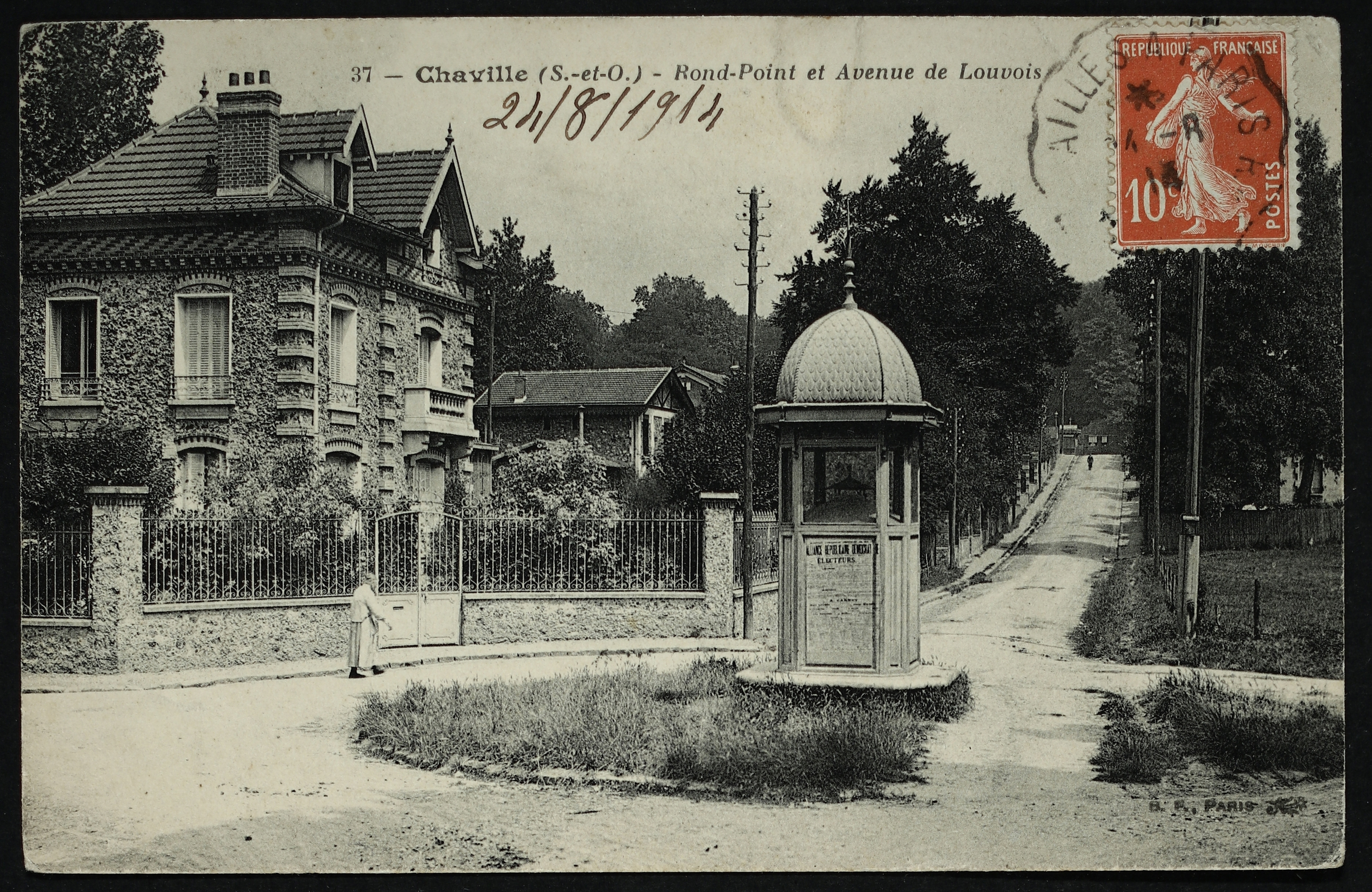
Rond-point et avenue de Louvois.

Commençant à l'ouest, elle croise l'avenue Talamon, puis passe le rond-point de l'avenue de Torcy.
La gare de Chaville-Rive-Gauche, sur la ligne de Paris-Montparnasse à Brest, assure sa desserte ferroviaire.

## Origine du nom

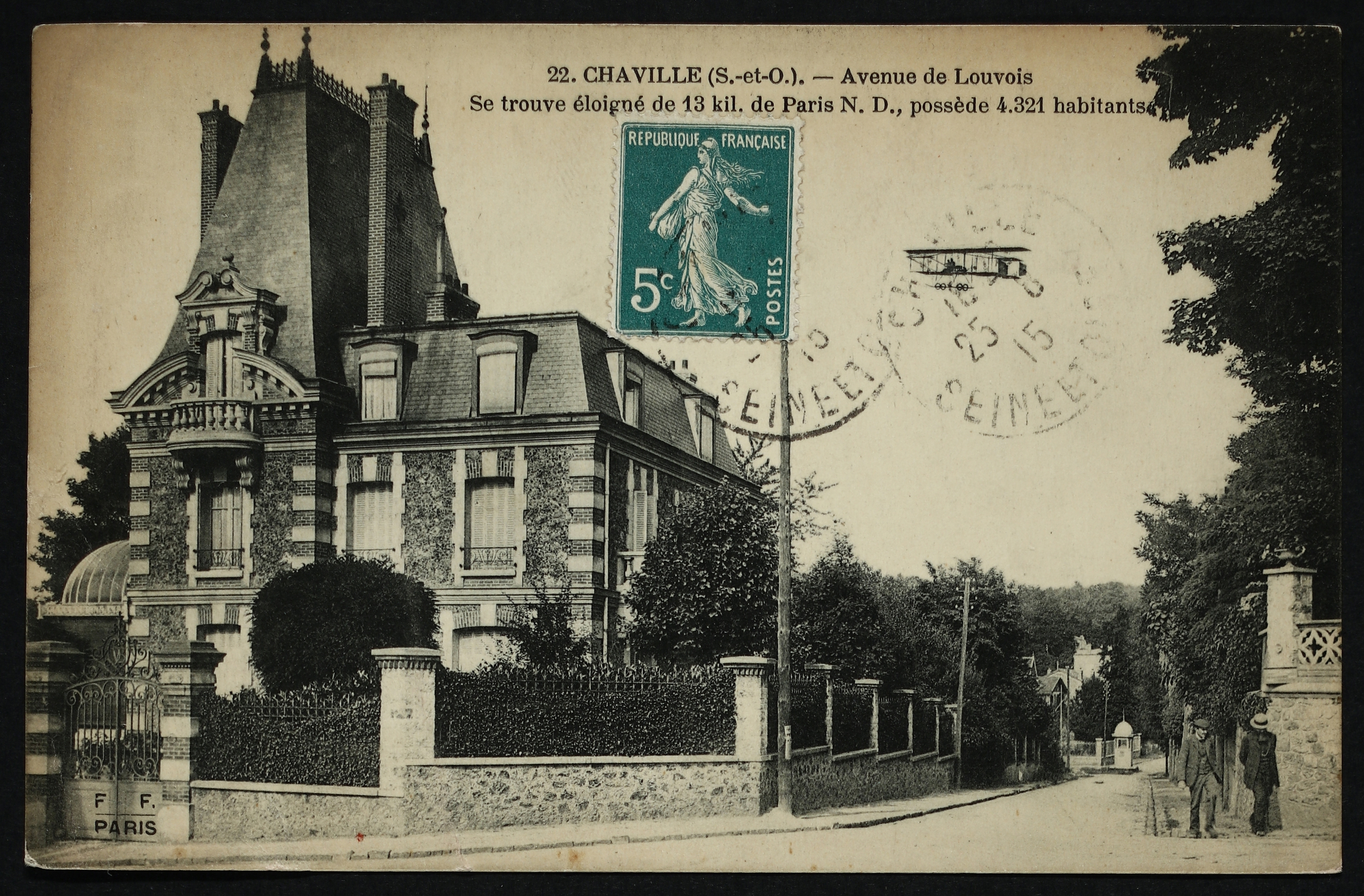
L'avenue de Louvois. Carte postale expédiée en août 1915.

Cette avenue tient son nom de François Michel Le Tellier de Louvois (1641-1691), homme d'État français et l'un des principaux ministres de Louis XIV.
Ce nom lui est attribué par le Conseil municipal le 10 avril 1884.

## Historique

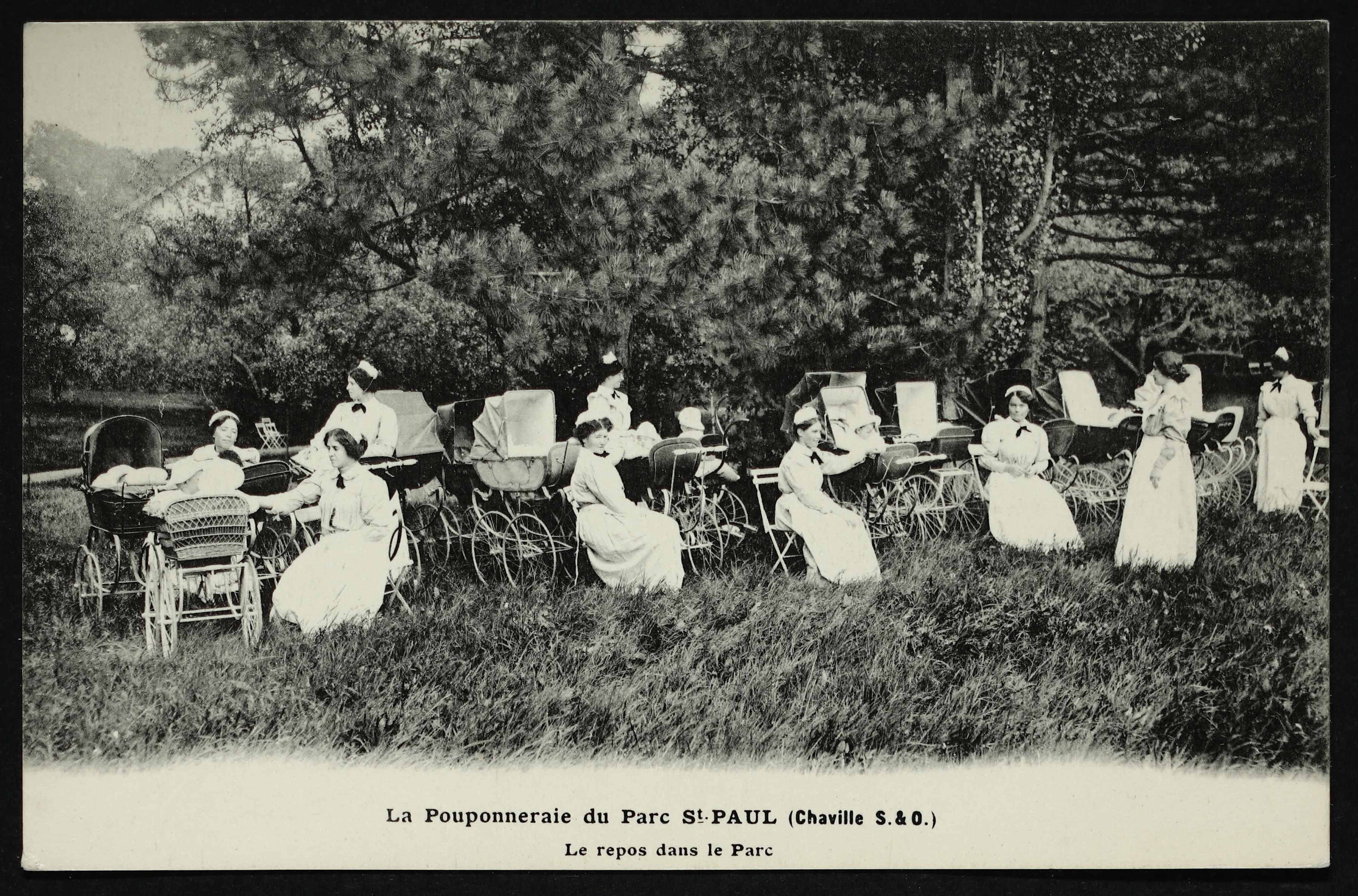
La pouponneraie du parc Saint-Paul. Le repos dans le parc.

Comme les avenues avoisinantes, elle est issue du morcellement du parc du château Saint-Paul, dit château de Chaville, à la suite de son acquisition par le négociant Pierre Talamon après 1883. En 1884, il fit tracer de nouvelles voies à travers la propriété, qu'il souhaita confier à la commune, sous la condition de les “ entretenir en bon état de viabilité ”.
Le château, dit maison du Parc, est démoli en 1964 après avoir été utilisé comme pouponnière puis orphelinat.

## Bâtiments remarquables et lieux de mémoire

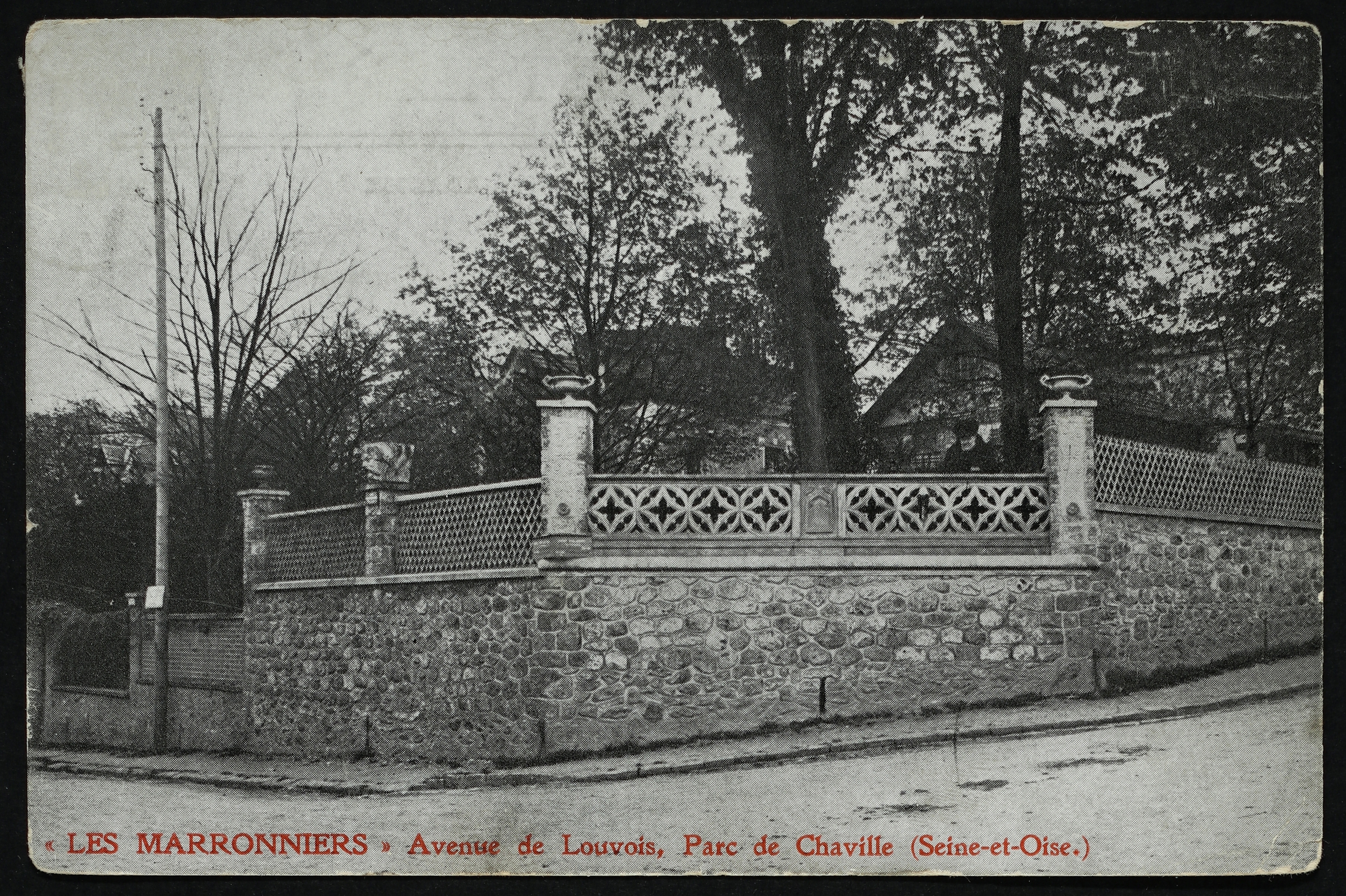
Lieudit « Les Marronniers », avenue de Louvois, parc de Chaville, à l'époque dans le département de Seine-et-Oise.

- Château de Chaville.
- Ancien parc de Chaville[4], aujourd'hui le quartier du parc Fourchon.
- Au no 29, une maison construite en 1882[5].